# Bodacious Space Pirates
Miniskirt Space Pirates (ミニスカ宇宙海賊, Minisuka Pairētsu) est une série de  Light_novel écrits par Yūichi Sasamoto. La publication a lieu en octobre 2008 et aout 2014 dans le quotidien Asahi Shimbun . Une adaptation en série animée est produite par Satelight, sous le titre Bodacious Space Pirates (モーレツ宇宙海賊, Mōretsu Pairētsu, litt. Féroces pirates de l'espace), diffusée à partir  de janvier 2012 au japon,.

## Synopsis
Dans un futur où le voyage dans l'espace est banal, depuis la guerre d'indépendance, la paix règne dans la constellation de la Baleine. Cette petite colonie doit son émancipation de l'Empire galactique à une lutte sans merci et son gouvernement a réussi à maintenir la tranquillité grâce à l'aide des pirates de l'espace. 
Marika Kato est une jeune étudiante qui mène une vie ordinaire en tant que membre du club de voile spatiale et travaille à temps partiel dans un maid café rétro. 
Un jour, elle apprend  le décès de son père qui se révèle être un pirate de l'espace disposant d'une lettre de marque (un corsaire). Marika devient légalement la capitaine du vaisseau "Le bentenmaru".
Marika tente d'assurer ses missions de capitaine corsaire tout en poursuivant ses études.

## Les personnages

### Personnages principaux
Marika Kato (加藤 茉莉香, Katō Marika)
Une jeune fille, membre du club de voile spatiale et employée à temps partiel dans un maid café. Elle apprend un jour que son récemment défunt père,  Gonzaemon Kato, est le capitaine d'un vaisseau pirate. Elle prend sa succession et devient la jeune capitaine du Bentenmaru.
Chiaki Kurihara (チアキ・クリハラ)
Une jeune fille mystérieuse qui a été transférée dans l'école de Marika. Elle est la fille du capitaine du vaisseau pirate le Barbarossa.

### Personnages du Bentenmaru
Ririka Kato (加藤 梨理香, Katō Ririka)
Mère de Marika et veuve de Gonzaemon. Elle a été elle-même une pirate réputée. Elle travaille à présent comme controleur aérien.
Misa Grandwood (ミーサ・グランドウッド, Mīsa Gurandouddo)
Le docteur du Bentenmaru. Elle a intégré l'école de Marika en tant que médecin scolaire.
Kane McDougal (ケイン・マクドゥガル, Kein Makudugaru)
Il est le timonier du Bentenmaru. A l'école, il est le superviseur du club de voile spatiale.
Hyakume (百眼)
Le spécialiste du radar et de la sonde du Bentenmaru.
Coorie (クーリエ Kūrie)
La spécialiste de l'électronique du Bentenmaru (Post Radio) . Elle est constamment vêtue de son pyjamas à manger des snacks . Elle est très attirante (En Vrai) mais elle ne veut pas qu'on la remarque, alors elle utilise son apparence comme dernier recours pour obtenir des informations des hommes.
Schnitzer (シュニッツァー Shunittsā)
L'officier tactique du Bentenmaru (Très fort aussi). C'est un Cyborg et était ami avec Ririka lors de ses années de piraterie spatiale.
San-Daime (三代目)
L'ingénieur du Bentenmaru. Quand il n'est pas occupé, il collectionne les ours en peluche.
Luca (ルカ Ruka)
La navigatrice du Bentenmaru. Plutôt cryptique.

## Musique
OP
Momoiro Clover Z - Mugen No Ai
ED
Momoiro Clover Z - Lost Child
Mikako Komatsu - Black Holy